# Emilio Muñoz Vázquez
Emilio Muñoz Vázquez (Sevilla, 23 de mayo de 1962) es un torero español. Fue catalogado por la prensa y la crítica taurina como el niño prodigio o el pequeño Mozart del toreo.

## Inicios como novillero en (1972-1978)
Nació en la calle Pureza del barrio de Triana en 1962.  Hijo del novillero Leonardo, el Nazareno. Saltó como espontáneo en la plaza de Nerva (Huelva),  poco después, con diez años (1972), toreó su primer becerro de Manuel Cañaveral en un la plaza de la Teja, en la localidad del Valverde del Camino. El primer traje de luces, así como los trastos —capote, muleta y estoque— que tuvo fueron un regalo del torero Paco Camino. Se viste por primera vez de luces en Camas (Sevilla) toreando y matando dos novillos de las ganaderías de Villamaria y Conde de la Maza. Con tan solo doce y trece años consigue torear en más de ochenta festejos sin caballos.
A los 14 años debuta en un festejo con picadores en la plaza francesa de Arlés, el 19 de septiembre de 1976. Toreó y mató en solitario a cuatro novillos de Álvaro Domecq, cortando cuarto orejas.
Debuta en España en la localidad sevillana de Cantillana. Un año después, el 15 de agosto de 1977, se presenta como novillero con picadores en la Real Maestranza de Sevilla cortando una oreja a una res de la ganadería de José Ortega. Al día siguiente obtiene cuatro orejas. Toreará más de 40 novilladas en su año de presentación.
En 1978 toreó 51 novilladas. Novillero puntero a finales de los años 70, obtuvo notables triunfos en ferias de importancia.

## Primera etapa (1979-1986)
El 11 de marzo de 1979 en Valencia, con tan solo 16 años, tomó la alternativa de manos de Paquirri y contando con Dámaso González de testigo. Los toros son de Carlos Núñez y se doctorará con el toro Limpiador. Es de los toreros más jóvenes en doctorarse en la historia de la tauromaquia.
Un mes después se presenta en Sevilla y corta en otra faena una oreja. Acabará la temporada de su alternativa con más de 60 corridas. El 16 de abril de 1974 debutó en Arlé con Rafael de Paula y El Viti. En su primer año de presentación cortó 4 orejas y un rabo un 9 de junio en los sanfermines de Pamplona. Con el paso de los años y sus repetidos triunfos (en ambas etapas) se convirtió en uno de los toreros más queridos por la afición pamplonesa.
En la temporada de 1980 toreó 32 corridas y el 19 de mayo, con 20 años, hizo su presentación confirmando la alternativa en Madrid de manos de Ángel Teruel y con José Mari Manzanares de testigo. Ese año volverá a alcanzar un gran éxito en Pamplona al cortar otras cuatro orejas.
En 1981 toreó 51 corridas, en 1982 toreó 57 y en 1983 llegó hasta 62. En 1983 realizaría una magistral faena a un toro de Bohórquez en la feria de Abril de Sevilla. En 1984 torea 58 corridas, 40 en 1985 y solo 14 en 1986. El 5 de septiembre de 1986 y tras las cogidas fatales de Paquirri y el José Cubero Sánchez, Yiyo anunció en Melilla su retirada durante la temporada 1987 para descansar.
En 1988 ingresó en prisión por un presunto delito de estafa cometido en la venta de una finca.

## Segunda etapa (1990-2000)
Tras tres años retirado reaparece en la temporada de 1990 en la localidad castellonense de Vinaroz. El año de la reaparición logró la faena más importante de su carrera al toro de nombre Correrios de la ganadería de Manolo González, obtuvieron el premio a la mejor faena y al mejor toro de la feria de Abril. En la plaza de toros de Algeciras (Las Palomas), indulta de forma extraordinaria y magistral el toro Comedia de la ganadería de Cebada Gago. Realizó una temporada y una segunda etapa exitosa en triunfos, deplegando un altísimo nivel artístico, culmina la tempora desorejando por partida doble a dos toros de la ganadería de Joaquín Buendia en la XXXIV Corrida Goyesca, sumó 62 corridas. 54 en 1991, 50 las corridas toreadas en 1992 y 36 en 1993.
En el año 1994 toreó 35 corridas y la tarde más importante fue la del 21 de abril en Sevilla, salió y fue llevado a hombros des la puerta del Príncipe de la Real Maestranza de Sevilla hasta la calle Pureza del barrio de Triana que lo vio nacer, con toros de Torrestrella cortó una oreja a "Trajerroto" y las dos de "Gastador". 
En 1995 toreó 36 corridas y nuevamente sale a hombros por la Puerta del Príncipe, fue el 1 de octubre, toreaba con el maestro ( el Faraón de Camas) Curro Romero y Jesulín de Ubrique, los toros fueron de Torrealta y de Gavira, le cortó dos orejas a "Vencejito" y una a "Rondeño".
En 1996 las corridas toreadas fueron treinta y seis y veinte en 1997. En la temporada de 1998 toreo diecisiete corridas. En 1999 toreó veinte corridas, obteniendo de nuevo el premio a la mejor faena de la feria de Abril de Sevilla por la extraordinaria faena realizada el 20 de abril al toro Jarabito de la ganadería de Zalduendo, premiado como el mejor toro de la feria, le cortó las dos orejas en una faena de gran belleza, emoción y sentimiento basada con la mano izquierda. En la temporada del año 2000 ha sido, hasta ahora, su última temporada en activo.

## Estilo
El estudioso de la historia del toreo Carlos Abella lo describió así:

Torero racial, con pundonor y hombría demostradas, su toreo es una natural consecuencia de ese carácter crispado. Y así, su innata y profunda concepción se trueca con facilidad en un recargado y barroco belmontismo que le lleva a retorcer la figura, a torear encorvado y a abusar de un toreo excesivamente forzado. Muñoz ha querido interpretar el toreo más puro de su generación, y otro hubiera sido el resultado de haberse fijado en la pureza natural, llena de torería, de Antoñete, en la que se combina la mejor estética belmontina con la línea clásica

A partir del año 2000 colaboró como comentarista para la cadena autonómica Canal Sur Andalucía, en el año 2003 el periodista taurino Manuel Molés le ofrece formar parte del equipo de retransmisiones taurinas de la cadena de televisión Canal Plus (Grupo Prisa) junto con el torero Antonio Chenel Antoñete.

## Videoclip con Madonna
En 1994 grabó el videoclip Take A Bow del LP Bedtime Stories de la cantante Madonna. El video se grabó en la plaza de toros de Antequera tras la negativa de la Real Maestranza de Caballería de Ronda a que se rodase en la plaza de toros de Ronda; Emilio Múñoz lidió tres toros sin realizar la suerte suprema. En 1995 vuelve a grabar con la cantante para la secuela del video y realizan el rodaje de You'll See.

## Lamborghini Aventador
El 15 de octubre de 1993 durante la Feria del Pilar,  Emilio Muñoz lidió al toro Aventador, de la ganadería de los Hijos de Celestino Cuadri Vides con el número 32 , lidiado en segundo lugar, al que el torero cortó una oreja. El toro fue premiado con el Trofeo al toro más bravo de la Feria que otorga la Peña La Madroñera. Siguiendo la tradición Lamborghini le puso el nombre del toro al modelo de coche deportivo fabricado en 2011, el Lamborghini Aventador LP700-4.